# Liste der Abgeordneten zum Kärntner Landtag (8. Wahlperiode)
Diese Liste der Abgeordneten zum Kärntner Landtag (8. Wahlperiode) listet alle Abgeordneten zum Kärntner Landtag in der 8. Wahlperiode auf. Die Angelobung der Abgeordneten erfolgte am 26. Jänner 1897, die letzte Sitzung der 9. Wahlperiode wurde am 2. August 1902 einberufen. Dem Landtag gehörten dabei 10 Vertreter des „großen Grundbesitzes“ (GG), 9 Vertreter der Städte, Märkte und Industrialorte (SMI), 3 Vertreter der Handels- und Gewerbekammer (HGK) und 14 Vertreter der Landgemeinden (LG) sowie der Bischof von Gurk an.

## Sessionen
Die 8. Wahlperiode war in sechs Sessionen unterteilt:
- I. Session: 26. Jänner 1897 bis 10. März 1897
- II. Session: vom 10. Jänner 1898 bis 1. März 1898
- III. Session: am 28. Dezember 1898 und von 14. März 1899 bis 13. Mai 1899
- IV. Session: am 29. und 30. Dezember 1899 und von 26. März 1900 bis 5. Mai 1900
- V. Session: am 17. und 19. Dezember 1900 und von 17. Juni 1901 bis 27. Juli 1901
- VI. Session: von 21. Juni 1902 bis 2. August 1902

## Landtagsabgeordnete
| Name                         | Wahlklasse  | Region                                                        | Anmerkung                                                                                 |
| ---------------------------- | ----------- | ------------------------------------------------------------- | ----------------------------------------------------------------------------------------- |
| Aichelburg-Labia Leopold von | GG          |                                                               |                                                                                           |
| Bartlmä Johann               | LG          | Villach, Paternion, Rosegg                                    | Mandatsverzicht im Jahr 1900                                                              |
| Ehrenwerth Fritz von         | SMI         | Friesach, Straßburg, Althofen, Hüttenberg                     |                                                                                           |
| Einspieler Gregor            | LG          | Völkermarkt, Eberndorf, Bleiburg, Kappel                      |                                                                                           |
| Funder Peter                 | LG          | St. Veit, Friesach, Gurk, Althofen, Eberstein                 |                                                                                           |
| Ghon Karl                    | SMI         | Villach                                                       |                                                                                           |
| Goëss Zeno von               | GG          |                                                               |                                                                                           |
| Gorton Wilhelm               | GG          |                                                               | am 14. März 1899 für Simon Rainer angelobt                                                |
| Grafenauer Franz             | LG          | Hermagor, Tarvis, Arnoldstein, Kötschach                      |                                                                                           |
| Herbert-Kerchnawe Ernst      | SMI         | Wolfsberg, St. Leonhard, St. Andrä, St. Paul, Unterdrauburg   |                                                                                           |
| Hillinger von Traunwald Karl | HGK         |                                                               |                                                                                           |
| Hinterhuber Hermann          | HGK         |                                                               |                                                                                           |
| Hock Gustav                  | LG          | St. Veit, Friesach, Gurk, Althofen, Eberstein                 |                                                                                           |
| Hönlinger Alois              | LG          | Wolfsberg, St. Leonhard, St. Paul                             |                                                                                           |
| Huber Franz                  | LG          | Klagenfurt, Feldkirchen, Ferlach                              |                                                                                           |
| Huber Josef                  | LG          | Villach, Paternion, Rosegg                                    | am 15. September 1900 als Nachfolger von Johann Bartlmä gewählt, am 17. Dezember angelobt |
| Huber Johann                 | LG          | Hermagor, Tarvis, Arnoldstein, Kötschach                      |                                                                                           |
| Kahn Josef                   | Virilstimme |                                                               |                                                                                           |
| Kampl Eduard                 | GG          |                                                               |                                                                                           |
| Kirschner Franz              | LG          | Klagenfurt, Feldkirchen, Ferlach                              |                                                                                           |
| Kotz Daniel                  | LG          | Spittal, Millstatt, Gmünd, Greifenburg, Obervellach, Winklern |                                                                                           |
| Lemisch Arthur               | GG          |                                                               |                                                                                           |
| Lemisch Josef                | SMI         | Klagenfurt                                                    |                                                                                           |
| Lodron-Laterno Albert        | GG          |                                                               |                                                                                           |
| Luggin Josef                 | GG          |                                                               |                                                                                           |
| Metnitz Gustav von           | SMI         | Klagenfurt                                                    |                                                                                           |
| Mühlbacher Paul              | GG          |                                                               |                                                                                           |
| Muri Franz                   | LG          | Völkermarkt, Eberndorf, Bleiburg, Kappel                      |                                                                                           |
| Orasch Matthäus              | LG          | Villach, Paternion, Rosegg                                    |                                                                                           |
| Orsini-Rosenberg Heinrich    | GG          |                                                               |                                                                                           |
| Plawetz Jakob                | SMI         | Völkermarkt, Bleiburg, Eisenkappel                            |                                                                                           |
| Prettner Franz               | SMI         | St. Veit, Feldkirchen                                         |                                                                                           |
| Rainer Simon                 | GG          |                                                               | Verzicht mit Schreiben vom 21. Dezember 1898                                              |
| Steinwender Otto             | SMI         | Spittal, Gmünd, Greifenburg, Obervellach, Oberdrauburg        |                                                                                           |
| Sterneck Walther von         | GG          |                                                               |                                                                                           |
| Tschernigg Johann            | LG          | Wolfsberg, St. Leonhard, St. Paul                             |                                                                                           |
| Umlauft Ambros               | HGK         |                                                               |                                                                                           |
| Wernisch Ambros              | LG          | Spittal, Millstatt, Gmünd, Greifenburg, Obervellach, Winklern |                                                                                           |
| Wirth Franz Xaver            | SMI         | Hermagor, Tarvis, Malborghet, Bleiburg-Kreuth                 |                                                                                           |